# Fiona Hall
Fiona Hall (født 15. juli 1955) er siden 2004 britisk medlem af Europa-Parlamentet, valgt for Liberal Democrats (indgår i parlamentsgruppen ALDE).